# سقوط قلعه هرات (۱۵۸۸-۱۵۸۹)
در اواخر پادشاهی شاه محمد خدابنده و بعد از ۴ سال جنگ داخلی بین شاه محمد خدابنده و فرزندش عباس میرزا (بعدا شاه عباس یکم) (جنگ‌های خراسان (۱۵۸۰)، محاصره قلعه نیشابور (۱۵۸۱)، محاصره قلعه تربت (۱۵۸۲) و نبرد تیرپل)، هنگامی که عباس میرزا در خراسان تاجگذاری کرد به واسطه اختلافی که علی‌قلی بیگ گورکان شاملو (لله شاه عباس) و حاکم هرات و مرشدقلی خان استاجلو والی مشهد (هر دو از حامیان شاه عباس یکم) رخ داده بود، کار به نزاع و نبرد کشید (جنگ سوسفید) و چون مرشد قلی خان استاجلو پیروز شد، علیقلی خان شاملو برای انتقام سفیری برای عبداله خان شاه ازبک به بخارا فرستاد و او را به حمله به خراسان تهییج نمود. عبداله خان در زمستان ۱۵۸۷ میلادی با سپاه بزرگی به خراسان لشکر کشید. عبداله خان انتظار همکاری و معاونت از سوی علیقلی خان شاملو را داشت اما چون علیقلی خان حاضر نبود حکومت بر هرات را از دست بدهد در قلعه هرات ماند و حاضر نشد با دشمن همیاری کند و در برابر حمله ازبک‌ها پایمردی کرد اما بعد از ۱۱ ماه محاصره تسلیم و در اواخر ربیع الاول ۹۹۷ قمری (فوریه ۱۵۸۹) کشته شد.